# Фінал кубка Італії з футболу 1962
Фінал Кубка Італії з футболу 1962 — фінальний матч розіграшу Кубка Італії сезону 1961—1962, в якому зустрічались «Наполі» та «СПАЛ». Матч відбувся 21 червня 1962 року на «Стадіо Олімпіко» в Римі.

## Шлях до фіналу
| Наполі      | Наполі             | Раунд                            | СПАЛ     | СПАЛ                   |
| ----------- | ------------------ | -------------------------------- | -------- | ---------------------- |
| Суперник    | Результат          | Кубок Італії з футболу 1961—1962 | Суперник | Результат              |
| Алессандрія | 1-1 пен. 7-6 вдома | Перший раунд                     | -        | -                      |
| Сампдорія   | 0-0 пен. 7-6 вдома | Другий раунд                     | Верона   | 2-2 пен. 8-7 на виїзді |
| Торіно      | 2–0 на виїзді      | 1/8 фіналу                       | Віченца  | 2-1 на виїзді          |
| Рома        | 1–0 на виїзді      | 1/4 фіналу                       | Новара   | 3–1 вдома              |
| Мантова     | 2–1 вдома          | 1/2 фіналу                       | Ювентус  | 4–1 вдома              |

## Фінал
| 21 червня 1962 |

| Наполі                 | 2:1 | СПАЛ       |
| ---------------------- | --- | ---------- |
| Кореллі 12' Ронцон 78' |     | Мікелі 16' |

| «Олімпійський стадіон», Рим Арбітр: П'єтро Бонетто |

|                  |  |                   |  |     |
|                  |  |                   |  |     |
| В                |  | Вальтер Понтель   |  | 46' |
| З                |  | Джованні Моліно   |  |     |
| З                |  | П'єрлуїджі Ронцон |  |     |
| З                |  | Мауро Гатті       |  |     |
| ПЗ               |  | Антоніо Джирардо  |  |     |
| ПЗ               |  | Розаріо Рівелліно |  |     |
| ПЗ               |  | Уго Томеацці      |  |     |
| ПЗ               |  | Акілле Фраскіні   |  |     |
| ПЗ               |  | Хуан Карлос Таччі |  |     |
| Н                |  | Джанні Кореллі    |  |     |
| Н                |  | Амос Маріані      |  |     |
| Запасні:         |  |                   |  |     |
| В                |  | Пачифіко Куман    |  | 46' |
| Головний тренер: |  |                   |  |     |
| Бруно Песаола    |  |                   |  |     |

|                    |  |                    |  |
|                    |  |                    |  |
| В                  |  | Едо Патреньяні     |  |
| З                  |  | Манліо Муччіні     |  |
| З                  |  | Дженнаро Олів'єрі  |  |
| З                  |  | Адольфо Горі       |  |
| З                  |  | Серджо Червато     |  |
| ПЗ                 |  | Освальдо Ріва      |  |
| ПЗ                 |  | Карло Делломодарме |  |
| ПЗ                 |  | Оскар Массеї       |  |
| ПЗ                 |  | Сільвано Менкаччі  |  |
| ПЗ                 |  | Данте Мікелі       |  |
| Н                  |  | Альберто Новеллі   |  |
| Головний тренер:   |  |                    |  |
| Серафіно Монтанарі |  |                    |  |